# Altigiano
Altigiano (f. Saint-Seine, 731) fue un monje benedictino franco, asesinado por los sarracenos. Es considerado santo mártir por la Iglesia Católica, y su fiesta lirúrgica se celebra el 23 de agosto.
Es conmemorado con su compañero Hilarino.

## Hagiografía
No se sabe nada de Altigiano. Fue un monje benedictino del siglo VIII.
En la época en que vivió, los sarracenos invadieron la Francia de los carolingios.

### Martirio
Falleció en el 731 en Saint-Seine, en Langres, en el Reino de los francos, asesinado a espada por los invasores islámicos que ingresaron a la fuerza al monasterio donde vivía recluido.
Un año después de su asesinato, Carlos Martel logró expulsar a los sarracenos de la región, venciéndolos en la Batalla de Poitiers.